# Le Montreur d'ombres
Pour les articles homonymes, voir Le Montreur d'ombres (homonymie).
Le Montreur d'ombres (titre original : Schatten - Eine nächtliche Halluzination) est un film allemand réalisé par Arthur Robison et sorti en 1923.
Un des chefs-d'œuvre du cinéma expressionniste selon Jean Tulard, il est considéré comme le meilleur film de son auteur. Les ombres (en allemand Schatten) sur les murs et à travers les voilages formant autant d'écrans, y dévoilent les obsessions des personnages, dans un étrange décor d'Albin Grau : une grande maison allemande meublée de beaucoup d'objets asiatiques et de sièges stylisés. L'intrigue est dénouée par le montreur d'ombres, expert au jeu des lumières et des apparences, dont l'intervention a un rôle cathartique.

## Synopsis
Le film se déroule une nuit, aux alentours de 1800. Il met en scène un couple en crise qui reçoit à dîner : Le mari est jaloux et la femme flirte avec les invités : un jeune homme amoureux d'elle et trois chevaliers libidineux, mais pleutres. Un montreur d'ombres réussit à s'introduire dans la maison pour donner son spectacle. La représentation commence par une saynète de théâtre d'ombres, mettant en scène une chinoise, son mari et son amant.
Mais rapidement, le montreur d'ombres fait passer son assistance « de l'autre côté de l'écran » et lui montre ce qui pourrait se produire : La femme embrasse le jeune homme et les chevaliers se moquent de l'infortuné mari. Celui-ci ordonne à ses domestiques d'attacher sa femme et oblige les chevaliers à la tuer, avant de perdre la raison. Puis les chevaliers et le jeune homme le précipitent par une fenêtre.
Tandis que l'assistance revient de son hallucination nocturne (en allemand : Eine nächtliche Halluzination), la saynète d'ombres chinoises se conclut par l'expulsion de l'amant. Avec la fin du spectacle, mari et femme se jettent dans les bras l'un de l'autre sans plus s'occuper des invités qui s'en vont discrètement. Un domestique venu ouvrir les tentures au soleil matinal les trouve encore enlacés. Les ombres de la nuit dissipées, ils assistent par la fenêtre au départ de leurs invités et du montreur d'ombres, qui disparaît à califourchon sur un cochon.

## Fiche technique
- Titre original : Schatten - Eine nächtliche Halluzination
- Titre français : Le Montreur d'ombres
- Réalisation : Arthur Robison
- Scénario : Rudolf Schneider, Arthur Robison
- Photographie : Fritz Arno Wagner
- Décors : Albin Grau
- Costumes : Albin Grau
- Format : noir et blanc, muet, sans intertitre (version originale)
- Durée : 88 minutes

## Distribution
- Fritz Kortner : le mari
- Ruth Weyher : la femme
- Alexander Granach : le montreur d'ombres
- Gustav von Wangenheim : le jeune homme
- Max Gülstorff : premier chevalier
- Ferdinand von Alten : deuxième chevalier
- Karl Platen : troisième chevalier
- Lilli Herder : la femme de chambre
- Fritz Rasp : un domestique
- Eugen Rex : un domestique